# Osterheide

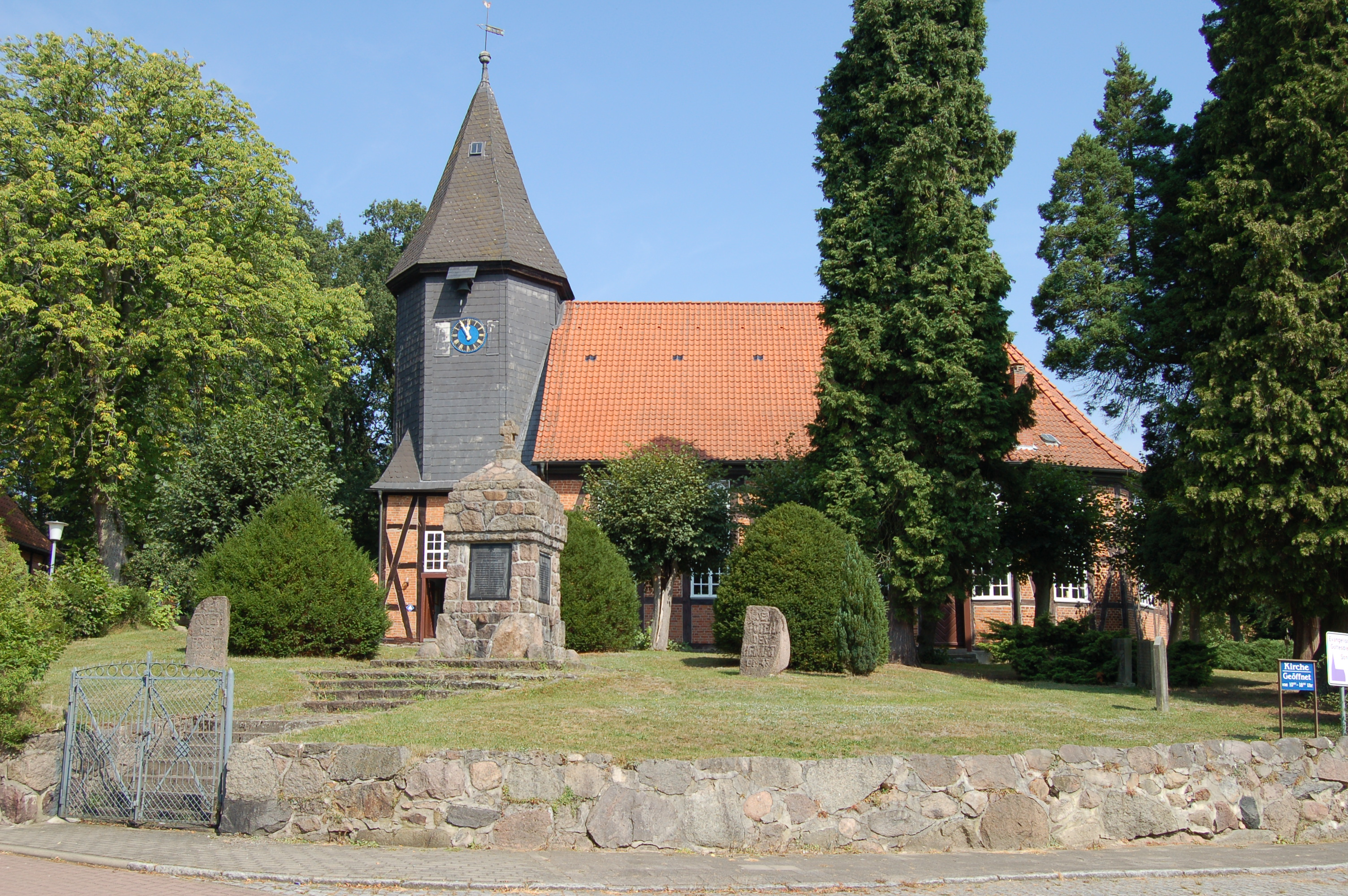
Church Ostenholz

Osterheide este o comunitate autonomă din landul Saxonia Inferioară, Germania. Teritoriul comunității se întinde pe o suprafață de 177,99 km² și are în anul 2004, 835 de locuitori. Centrul comunității este satul Oerbke, și ea mai cuprinde satele Ostenholz și Wense. Districtul Osterheide alcătuiește împreună cu districtul Lohheide câmpul pentru exerciții militare Truppenübungsplatz Bergen.
- CommonsWikimedia Commons conține materiale multimedia legate de Osterheide

1. ↑  Alle politisch selbständigen Gemeinden mit ausgewählten Merkmalen am 31.12.2018 (4. Quartal) (în germană), Statistisches Bundesamt[*], arhivat din original la 10 martie 2019, accesat în 10 martie 2019